# Ereguayquín
Ereguayquín è un comune del dipartimento di Usulután, in El Salvador.

## Storia

### Origini
Il villaggio di Ereguayquín fu fondato prima dell'arrivo degli spagnoli nelle Americhe e per questo figura nei più antichi documenti del XVI. Nella zona rurale del municipio sono stati ritrovati interessanti reperti archeologici a testimonianza della sua antichità

### Periodo coloniale
Nel 1549 aveva una popolazione di 300 abitanti. Il 15 ottobre 1577 il centro abitato fu inserito nell'area d'influenza del convento di San Miguel. Il 14 maggio 1586 il villaggio venne affidato al padre francescano Frate Alonso Ponce secondo il quale, nella sua Relación Breve y Verdadera era un villaggio di indios potones o lencas, nel Vescovado di Città del Guatemala, Diocesi di San Miguel. Ereguayquín, come altri villaggi del litorale e delle isole del Golfo di Fonseca, fu soggetta gli attacchi dei pirati tra il 1682 e 1683 e fu spopolata. Al riguardo, una cronaca francescana del 1689 racconta che la popolazione india, per sfuggire ai pirati, si è spostate verso la zona più interna e montuosa, dall'altro lato del Vulcano San Miguel. Racconta inoltre che in quell'anno la popolazione di indios arrivava appena a 24 persone, di ambo i sessi, e 12 latini. Inoltre aggiunge che prima la città era molto florida grazie al suo mare pescoso e alla coltivazione principalmente di alberi da frutto e mais. Il fenomeno di spopolamento era tale che nel 1740, secondo il sindaco di San Salvador, a Ereguayquín vi erano solo 4 indios tributari (su un totale di 20 abitanti). Nel 1770 il villaggio fu visitato dall'Arcivescovo don Pedro Cortés y Larraz che gli assegnò il titolo di capoluogo della parrocchia omonima, che comprendeva nel suo territorio i villaggi di Mexicapa, Jucuarán, Uluazapa, Comacarán, Yucuayquín e Jocoro. In quell'anno Ereguayquín aveva una popolazione di 288 abitanti così divisi: 42 famiglie di latini per un totale di 167 persone e 21 famiglie di indios per un totale di 61 persone. Nella scuola non si trovava nessuna scuola ma tutti gli indios parlavano la lingua dei conquistadores. Nel 1758 era parroco don Juan Antonio de Luque Mariscal. Nel 1786 Ereguayquín entrò a far parte della diocesi di Usulután. 

### El Salvador indipendente
Formò parte del dipartimento di San Miguel dal 12 giugno 1824 al 22 giugno 1865, quando entrò a far parte del Dipartimento di Usulután. Nel 1890 aveva 530 abitanti. In base alla Legge del 5 marzo 1920, Ereguayquín perse i cantones di Batres, La Danta, San Ildefonso e Vado Marín, che andarono a creare il municipio di Concepción Batres e acquistò il titolo di città.
Il 13 gennaio 2001, alle 11.34 ora locale, la città, come tutta la zona circostante, è stata gravemente colpita da un terremoto (magnitudo 7,6), che non causò vittime in città ma rese circa 300 famiglie senza-tetto.
Nel 2006 è stata eletta sindaco Melba de Jesús Méndez de Funes, dell'Alianza Republicana Nacionalista (ARENA).

## Festività
Patrono del municipio è il Cristo Negro la cui chiesa parrocchiale, in stile coloniale, principale bellezza architettonica della città, a lui dedicata, è stata duramente colpita dal sisma del  13 gennaio 2001. I fedeli, che gremivano la chiesa al momento del sisma, credono sia stata opera del loro patrono che miracolosamente intercedette affinché i danni del sisma non fossero irreparabili: non ci furono vittime.